# Liste der Monuments historiques in Mijoux
Die Liste der Monuments historiques in Mijoux führt die Monuments historiques in der französischen Gemeinde Mijoux auf.

## Liste der Bauwerke
| Bezeichnung                     | Beschreibung | Standort         | Kennzeichnung | Schutzstatus | Datum | Bild |
| ------------------------------- | ------------ | ---------------- | ------------- | ------------ | ----- | ---- |
| Table d’orientation de Montrond |              | Le Chalet (Lage) | PA00116425    | Classé       | 1936  |      |